# Похищенный (фильм, 2023)
«Похи́щенный» (итал. Rapito) — художественный фильм итальянского режиссёра Марко Беллоккьо совместного производства Италии, Франции и Германии, главные роли в котором сыграли Фабрицио Джифуни, Филиппо Тими, Фаусто Руссо Алеси. Его премьера состоялась в мае 2023 года на Каннском кинофестивале.

## Сюжет
Фильм посвящён истории случившемуся в XIX веке похищению и насильственному обращению в католицизм еврейского мальчика Эдгардо Мортаро.

## В ролях
| Актёр              | Роль                      |
| ------------------ | ------------------------- |
| Паоло Пьеробон     | папа Пий IX               |
| Фаусто Руссо Алеси | Саломоне Мортара          |
| Барбара Ронки      | Марианна Падовани Мортара |

## Премьера и восприятие
Премьерный показ картины состоялась в мае 2023 года на Каннском кинофестивале. Картина участвовала в основной программе.